# Оклопна кола Фијат-Омски
Оклопна кола Фијат-Омски била су руски оклопни аутомобил из Првог светског рата.

## Историја
Оклопна кола Фијат-Омски била су једино серијски произведено оклопно возило Беле армије: 15 возила произведено је 1918-1920. у Омску и Владивостоку од шасија аутомобила Фијат тип 55 произведених у САД. Током грађанског рата у Русији коришћени су у служби Беле армије адмирала Колчака у Сибиру.